# ازنا (مقاطعة دورود)
ازنا (بالفارسية: ازنا) هي قرية تقع في قسم سيلاخور الريفي (مقاطعة دورود) في إيران. يقدر عدد سكانها بـ 502 نسمة بحسب إحصاء 2016.